# Avenida de Óscar Esplá
La avenida de Óscar Esplá es una amplia y céntrica avenida de la ciudad española de Alicante, dispuesta de un paseo central ajardinado a modo de rambla urbana o paseo bulevar. Fue diseñado por el artista alicantino Eusebio Sempere mediante pavimentación de figuraciones geométricas de fuerte carácter plástico, bordeadas por franjas laterales geometrizadas con sobria y bella doble hilera de palmeras contrapunteada por un arbolado monocorde y alterno, de una sola especie de árbol que se repite situado a los extremos de cada tramo de la avenida. Con su medio kilómetro de longitud, se prolonga de norte a sur desde la glorieta de la Estrella hasta la plaza del arquitecto Miguel López (junto al puerto de Alicante), y separa los barrios de Benalúa (al oeste) y Ensanche-Diputación (al este). Debe su nombre al célebre compositor alicantino Óscar Esplá.

## Descripción
La avenida se construye encima del recorrido realizado por el antiguo barranco de San Blas y el posterior ramal de la estación de ferrocarril al puerto, que dejó de dar servicio alrededor de los años 60. En la parte inferior del paseo todavía se puede ver la Estación de Benalúa, término de este ramal. Desde la retirada de las vías y su urbanización es una de las calles más amplias de la ciudad, destacando su paseo central con teselas realizadas por el artista Eusebio Sempere. 
El paseo central de la avenida se divide en cinco tramos, separados por las calles perpendiculares que la cruzan. El paseo central está pavimentado y dispone de varias zonas ajardinadas con diferentes tipos de árboles (mayoritariamente palmeras), así como un área de juego infantil.
En los laterales del paseo se encuentran las vías para el tráfico, de hasta tres carriles por sentido, y unas amplias aceras para los peatones, en las que también hay árboles. Un carril bici atraviesa cuatro tramos del paseo central. Sirve de terminal de numerosas líneas del autobús urbano de Alicante y de parada de muchas líneas interurbanas; en el extremo que da al puerto, se encuentra la estación de autobuses de Alicante.
La vía es recorrida por un carril bici.
Durante las fiestas de las Hogueras de Alicante, una hoguera (habitualmente de sexta categoría) se planta en esta avenida.
Entre los puntos más reseñables de la avenida se encuentran: la glorieta de la Estrella, el teatro Arniches, la plaza del deportista Manuel Muñoz, la plaza del arquitecto Miguel López y la Casa del Mediterráneo. Asimismo se encuentra aquí, en el tramo norte de la avenida y próximo a la glorieta de la Estrella, el Monumento a la Natividad.
En esta avenida tenía su sede la Caja de Ahorros del Mediterráneo, antes de que fuera absorbida en 2012 por el Banco Sabadell, que la hizo sede social entre 2017 y 2025.